# Imad asz-Szammari
Imad asz-Szammari (ur. 22 stycznia 1980) – katarski piłkarz, grający w klubie Umm-Salal SC na pozycji bramkarza.